# Cerdanyola del Vallès
Cerdanyola del Vallès település Spanyolországban, Barcelona tartományban. Lakosainak száma 58 100 fő (2024).

## Földrajza
Cerdanyola del Vallès Barcelona, Montcada i Reixac, Ripollet, Barberà del Vallès, Badia del Vallès, Sabadell, Sant Quirze del Vallès és Sant Cugat del Vallès községekkel határos.

## Testvértelepülések
- Collegno

## Népesség
A település lakosságának változását az alábbi diagram mutatja:
| Lakosok száma | 188  | 948  | 3026 | 6455 | 53 726 | 56 065 | 58 747 | 57 402 | 57 403 | 58 100 |
|               | 1717 | 1887 | 1936 | 1960 | 1986   | 2004   | 2009   | 2014   | 2019   | 2024   |